# Therion petiolatum
Therion petiolatum är en stekelart som först beskrevs av Davis 1898.  Therion petiolatum ingår i släktet Therion och familjen brokparasitsteklar. Inga underarter finns listade i Catalogue of Life.